# Tadeusz Kamiński (socjolog)
Tadeusz Bogdan Kamiński (ur. 24 października 1967 w Warszawie) – politolog i socjolog, doktor habilitowany nauk społecznych w zakresie nauk o polityce, dziekan Wydziału Nauk Historycznych i Społecznych Uniwersytetu Kardynała Stefana Wyszyńskiego w Warszawie (WNHiS UKSW) w latach 2013–2016.

## Życiorys
W 1988 ukończył Technikum Mechaniczne im. M. Konarskiego w Warszawie (technik mechanik obróbki skrawaniem), matura tamże (1989). W latach 1989–1994 studiował na kierunku politologii i nauk społecznych w Akademii Teologii Katolickiej w Warszawie. W latach 1994–1996 studia podyplomowe w Albert-Ludwigs Univeristät Freiburg i. Br. (Institut für Caritaswissenschaft). Obecnie profesor uczelni, kierownik Katedry Polityk Publicznych w Instytucie Nauk o Polityce i Administracji Uniwersytetu Kardynała Stefana Wyszyńskiego w Warszawie.
- Praca magisterska (czerwiec 1994) obroniona w Akademii Teologii Katolickiej w Warszawie (ATK). Temat pracy: Odmowa służby wojskowej jako problem etyczny (promotor: prof. dr hab. Henryk Skorowski, recenzent: prof. dr hab. Helmut Juros).
- Praca doktorska (czerwiec 1999) obroniona w Akademii Teologii Katolickiej w Warszawie. Temat pracy: Antropologiczno-aksjologiczne założenia etyki zawodowej pracownika socjalnego (promotor: prof. dr hab. Henryk Skorowski, recenzenci: prof. dr hab. Aniela Dylus, UKSW; prof. dr hab. Leon Dyczewski KUL). Uzyskany stopień naukowy: doktor nauk humanistycznych w zakresie socjologii.
- Praca habilitacyjna (marzec 2013); Tytuł rozprawy: Caritas i polityka. Podmioty wyznaniowe w systemie pomocy społecznej (wyd. UKSW, Warszawa 2012). Postępowanie habilitacyjne przeprowadzone na Wydziale Nauk Politycznych i Dziennikarstwa Uniwersytetu im. Adama Mickiewicza w Poznaniu, recenzenci: prof. Jerzy Babiak, dr hab. Janusz Balicki prof. UKSW, prof. Helmut Juros, prof. Michał Pietrzak. Uzyskany stopień naukowy: doktor habilitowany nauk społecznych w zakresie nauk o polityce.

## Problematyka badawcza
- Polityka społeczna; w szczególności analiza funkcjonowania instytucji pomocy społecznej, zarówno sektora publicznego jak i pozarządowego. Polityka rodzinna, polityka w zakresie edukacji oraz rynku pracy. Badanie problemów społecznych i sposobów ich rozwiązywania, głównie: ubóstwo i wykluczenie społeczne, bezdomność, bezrobocie. Wielosektorowa polityka społeczna.
- Praca socjalna; historia zawodowej i wolontariackiej działalności pomocowej, teoria i metodyka pracy socjalnej. Kształcenie do pracy socjalnej, związki pracy socjalnej z ideologiami politycznymi oraz teoriami i praktyką polityki społecznej.
- Stosunki państwo – Kościół; głównie formalno-prawne uwarunkowania społecznej działalności wspólnot wyznaniowych. Kościoły jako podmioty polityki społecznej. Modele i praktyka relacji między państwem a Kościołem, szczególnie uwarunkowania i doświadczenia współpracy w zakresie realizacji zadań publicznych. Podmioty wyznaniowe jako organizacje pożytku publicznego.
- Trzeci sektor i społeczeństwo obywatelskie; teorie społeczeństwa obywatelskiego, uwarunkowania aktywności obywatelskiej. Polityka państwa wobec organizacji pozarządowych. Miejsce i rola podmiotów wyznaniowych w trzecim sektorze i społeczeństwie obywatelskim, religia a zaangażowanie obywatelskie, relacje pomiędzy organizacjami wyznaniowymi a innymi podmiotami pozarządowymi.
- Etyka zawodowa; cele, funkcje, uzasadnienia. Kodeksy etyki zawodowej. Normy etyczne i ich realizacja w zawodach zaufania publicznego: etyka nauczyciela, lekarza, polityka, pracownika socjalnego.

## Członkostwo
- Polskie Towarzystwo Nauk Politycznych, Oddział w Warszawie;
- International Political Science Association;
- Polskie Towarzystwo Socjologiczne; Sekretarz Sekcji Pracy Socjalnej PTS 2014–2017;
- Polskie Stowarzyszenie Szkół Pracy Socjalnej, członek zarządu;
- Polskie Towarzystwo Polityki Społecznej;
- „Caritas et Veritas. Journal for Christian reflections in the context of social sciences and humanities”, członek rady redakcyjnej;

## Ważniejsze publikacje
- „Roczniki Naukowe Caritas” 1997–2007 (redaktor 10 tomów).
- Kamiński T., Etyczne implikacje społecznego mandatu pracownika socjalnego, „Polityka Społeczna” 2000 nr 8, s. 2–5.
- Kamiński T., Praca socjalna jako działalność zawodowa, „Seminare” 2000, nr 16, s. 431–448.
- Kamiński T., Etyka pracownika socjalnego, Centrum Szkoleniowo-Wydawnicze AV, Częstochowa 2003.
- Kamiński T., Praca socjalna i charytatywna, Wydawnictwo UKSW, Warszawa 2004.
- Kamiński T., Kościół i trzeci sektor w Polsce, „Trzeci Sektor” 2008 nr 15, s. 7–22.
- Kamiński T., Kościół Katolicki w PRL jako przestrzeń alternatywnej aktywności obywatelskiej, (w:) W. Polak i in. (red.), Kościół w obliczu totalitaryzmów, Oficyna Wydawnicza FINN, Gdańsk-Toruń 2010, s. 774–784.
- Kamiński T., Wolontariat służebny na przykładzie Caritasu w Polsce, „Trzeci Sektor” 2011 nr 23, s. 15–23.
- Kamiński T., Křesťanská sociální práce v Polsku, Idea a praxe, „Caritas et Veritas” 2011 nr 1, s. 14–20.
- Kamiński T. (red.), Politologia. Polityka Społeczna. Praca socjalna, Wydawnictwo UKSW, Warszawa 2011, ss. 248.
- Kamiński T., Caritas i polityka. Podmioty wyznaniowe w systemie pomocy społecznej, Wydawnictwo UKSW, Warszawa 2012.
- Kamiński T., O ideologii równych szans edukacyjnych, „Kwartalnik Edukacyjny” 2012 nr 1–2, s. 3–13.
- Kamiński T., Wyznaniowe podmioty ekonomii społecznej – podstawy działania i przykłady dobrych praktyk, (w:) E. Trafiałek (red.), Innowacje w polityce społecznej. Przedsiębiorczość. Zmiana. Rozwój. Polityka socjalna, Wyd. „Śląsk”, Katowice 2014, s. 292–304.
- Kamiński T., Cooperation Between the State and Churches in the Provision of Social Assistance in Poland, [w:] I. Pešatová, B Szluz, P. Walawender, (red.), Interdisciplinary Approach in Social Problem Solving, Univerzita J. E. Purkynje v Ústí nad Labem, Ústí nad Labem 2015, s. 16–24.
- Kamiński T., Polityzacja przemocy domowej na przykładzie debat sejmowych w latach 2005–2015, [w:] K. Bielawski, J. Ślęzak, M. Żejmo (red.), W kręgu zjawisk patologii kulturowej współczesnego świata, Instytut Politologii UG, Gdańsk 2015, s. 101–111.
- Kamiński T., Kościelny trzeci sektor i jego specyfika, „Trzeci Sektor” 2015 nr 1 (34), s. 27–35.
- Kamiński T., Social Work, Democracy and Human Rights – What Follows from the Dignity of the Human Person?, „Caritas et Veritas” 2015 nr 1 (5), s. 135–143.
- Kamiński T., Gminna pomoc społeczna – ćwierć wieku transformacji, „Przegląd Politologiczny” 2015 nr 4, s. 107–118.
- Kamiński T., Pieniądze to nie wszystko – polityka społeczna w poszukiwaniu zachęt pronatalistycznych, [w:] J. Auleytner (red.), Krajowe i międzynarodowe konteksty polityki społecznej, Wyższa Szkoła Pedagogiczna im. J. Korczaka, Warszawa 2016, s. 131–144.
- Kamiński T., Liberalizm społeczny vs neoliberalizm – spór o państwo opiekuńcze, [w:] Ł. Dulęba, J. Wiśniewski (red.), Liberalizm i teoria polityczna, Wydawnictwo Naukowe Wydziału Nauk Politycznych i Dziennikarstwa Uniwersytetu im. Adama Mickiewicza w Poznaniu, Poznań 2016, s. 63–74.
- Kamiński T., Pracownicy socjalni – agenci zmiany czy konserwatorzy systemu?, „Praca Socjalna” 2017, nr 3, s. 29–38.
- Kamiński T., Relacje państwo – Kościół w obszarze usług socjalnych na przykładzie Stanów Zjednoczonych, Francji i Niemiec, „Nurt SVD" 2017, nr 2, s. 354–370.
- Kamiński T., A Karitász a lengyel szociális rendszerben – politikai és jogi keretek, [w:] A béke gondolata Ábrahám örököseinél, META-95 Bt., Debrecen 2017, s. 66–72.
- Kamiński T., Poza instytucją pomocy społecznej – uzupełniające i alternatywne obszary realizacji pracy socjalnej w Polsce, [w:] B. Kromolicka, A. Jarzębińska (red.), O (wyzwaniach) współczesnej pracy socjalnej. Nowe problemy – zmiana – transgresja, Uniwersytet Szczeciński, Szczecin 2017, s. 103–121.
- Kamiński T., Rodzina jako adresat polityki społecznej. Jak daleko może posunąć się państwo? [w:] B. Szluz, A. Szluz, M. Urbańska (red.), Współczesna rodzina. Aspekty społeczno-prawne, Wydawnictwo Uniwersytetu Rzeszowskiego, Rzeszów 2017, s. 13–23.
- Kamiński T., Caritas – idea i instytucja w państwie opiekuńczym, [w:] B. Rydliński, S. Sowiński, R. Zenderowski (red.), Wolność. Wieczne wyzwanie, Wydawnictwo Naukowe UKSW, Warszawa 2018, s. 571–581.
- Kamiński T., Faith-based organisations jako aktorzy społeczeństwa obywatelskiego i partnerzy władz publicznych, [w:] M. Marczewska-Rytko, D. Maj (red.), Politologia religii, Wydawnictwo UMCS, Lublin 2018, s. 515–527.
- Kamiński T., Niemiecka polityka rodzinna wobec współczesnych wyzwań, [w:] E. Grudziewska, M. Mikołajczyk (red.), Wybrane problemy społeczne. Teraźniejszość. Przyszłość, Wydawnictwo Akademii Pedagogiki Specjalnej, Warszawa 2018, s. 98–109.
- Kamiński T., Sozial-caritative Tätigkeit der Kirche im Rahmen der modernen Sozialhilfesysteme, „Caritas et Veritas“ 2018 nr 1, s. 164–175 / Sociálně charitativní činnost církve v rámci moderních systémů sociální pomoci, s. 153–163.
- Kamiński T., Social Workers – Change Agents or System Conservatists, “Praca Socjalna” 2018 Special Issue, s. 235–244.
- Kamiński T., Praca socjalna w związku z religią, Kościołami, wspólnotami wiary, [w:] K. Frysztacki (red.), Praca socjalna. 30 wykładów, Wydawnictwo Naukowe PWN, Warszawa 2019, s. 230–243.
- Kamiński T., Polska polityka rodzinna na tle innych państw Grupy Wyszehradzkiej, [w:] C. Sadowska-Snarska, Z. Wiśniewski (red.), Zmiany na rynku pracy w perspektywie społecznej, Wydawnictwo Naukowe Uniwersytetu Mikołaja Kopernika w Toruniu, Toruń 2019, s. 213–226.
- Kamiński T., Charytatywnie, ale profesjonalnie – o działalności pomocowej podmiotów wyznaniowych, „Societas/Communitas” 2019, nr 2, s. 147–162.
- Kamiński T., Polityczne uwarunkowania funkcjonowania kościelnych organizacji charytatywnych w Republice Czeskiej, „Środkowoeuropejskie Studia Polityczne” 2020 nr 2, s. 75-92.
- Kamiński T., Religious Policy and the Charitable Activities of Churches in Poland, the Czech Republic and Hungary after 1989, “Journal for The Study of Religions and Ideologies” 2021 nr 58, s. 52-65.